# کارکامش
کارکامش (به ترکی استانبولی: Karkamış، به ارمنی: Ճարապլուս، به کردی: Girgamêş) یک منطقهٔ مسکونی در ترکیه است که در استان غازی عینتاب واقع شده‌است.